# Kalmar Slot
 Der er for få eller ingen kildehenvisninger i denne artikel, hvilket er et problem. Du kan hjælpe ved at angive troværdige kilder til de påstande, som fremføres i artiklen.

Kalmar Slot (svensk: Kalmar slott) er et svensk slot i Kalmar, Kalmar län, Småland. Slottet er beliggende hvor Kalmars middelalderlige havn lå i Slottsfjärden, og har spillet en afgørende rolle i Sveriges historie, siden slottets opførelse blev påbegyndt i slutningen af 1100-tallet. På det sted blev der på Knut Erikssons tid bygget et kastel – et rundt befæstningstårn. Magnus Ladulås lod i 1280'erne bygge en forsvarsborg rundt om kastellet. I 1397 var slottet centrum for en af de vigtigste politiske begivenheder i Nordens historie: dannelsen af Kalmarunionen – en union bestående af de nordiske lande, skabt af dronning Margrete 1.
I 1500-tallet havde slottet sin største glansperiode, hvor det fik sit nuværende udseende. Gustav Vasa og to af hans sønner, Erik 14. og Johan 3., ombyggede den middelalderlige borg til et pragtpalads, der var en renæssancekonge værdig. Salene fik deres indretning og slottets forskellige dele blev føjet sammen til den forening af forsvarsfæstning og eventyrslot, som er Sveriges bedst bevarede renæssanceslot.

## Slotsruinen
- Kalmar slot i begyndelsen af 1900-tallet
- Kalmar slot 2011
- Kalmar slot, med vindebroen, set fra bysiden 2011
- Slotsgården på Kalmar slot 2015
- Den gyldne sal på slottet, med kassette loft 2009
- Kalmar slot, kongegemakket i tårnet 2009
- Slotskirken 2015